# Кара-Шоро (национальный парк)
Государственный природный парк «Кара-Шоро» — национальный парк на территории Узгенского района Ошской области Кыргызстана. Организован в соответствии с постановлением Правительства Кыргызской Республики от 2 августа 1996 года № 353. Общая площадь национального парка составляет 8450 га, из них лесные земли 823,2 га и нелесные земли 7626,8 га, основная часть территории занята пастбищами. Цель природного парка — сохранение в естественном виде всего природного комплекса. Контора расположена в селе Мырза-Аке.

## Расположение
Природный парк расположен на стыке Тянь-Шаня и Памиро-Алая. По центру парка протекает река Кара-Шоро, текущая в западном направлении и имеющая многочисленные притоки. Наиболее значительными из притоков являются Качыралы, Кара-Булак, Балам-Калды, Чон-Кулубек, Чон-Туйба, Чытты.

## Растительность
Травянистая растительность представлена более чем 800 видами цветковых растений. Основной лесообразующей породой является ель тяньшанская — подвид ели Шренка (Picea schrenkiana subsp. Tianschanica): она занимает площадь 245 га. Встречаются можжевельник казацкий, можжевельник полушаровидный, берёзы, клён, тополя, и другие виды.

## Фауна
Из животного мира здесь обитает косуля, козероги, зайцы, лисы, волки, куницы. Из птиц встречаются улар, куропатки. В составе фауны несколько представителей животных, включённых в Красную книгу Кыргызстана: рысь туркестанская, беркут, бородач. В ущелье «Балам-Калды» встречен снежный барс.

## Рекреационные ресурсы
В рекреационной зоне национального парка организован юрточный городок для туристов с обслуживанием. Используются также углекислые минеральные воды месторождения Кара-Шоро, которые на этом участке выходят двумя родниками.